# Acéphalie
Pour les articles homonymes, voir Acéphale.
Acéphalie (en grec : a = sans / képhalê = tête) est un terme employé pour définir :
- un animal dépourvu de tête. Par exemple :
  - la coquille Saint-Jacques ;
  - l'asticot, la larve de la mouche.
- une sculpture, relativement complète, dont on n'a pas retrouvé la tête. Par exemple :
  - La Victoire de Samothrace (Le Louvre)
  - Aphrodite type Vénus d'Arles (Montemartini-Capitole)
- en médecine légale : un cadavre décapité dont on n'a pas retrouvé la tête